# Trentepohlia (Mongoma) samoensis
Trentepohlia (Mongoma) samoensis is een tweevleugelige uit de familie steltmuggen (Limoniidae). De soort komt voor in het Australaziatisch gebied.